# Argon argus
Argon argus är en fjärilsart som beskrevs av Heinrich Benno Möschler 1878. Argon argus ingår i släktet Argon och familjen tjockhuvuden. Inga underarter finns listade i Catalogue of Life.